# 御恩
御恩（ごおん）とは、封建社会において主人から従者に与えられる各種の保護のこと
将軍が家来となった武士の以前からの領地を保護したり
新たな領地を与えたりする

## 概要
御恩の概念は平安時代には存在し、その範囲は生命・身体・名誉・財産など広範囲に及んでいたが、鎌倉時代に入り武士の主従の間における地位や財産の保護を特に指すようになった。
御恩にも大きく分けて2つあり、1つは主人や従者が従来持っていた権利の存在を認めて保護を与える本領安堵（ほんりょうあんど）であり、もう一つは奉公を重ねて功績を立てた従者に対して新たな権利を与える新恩給与（しんおんきゅうよ）と呼ばれ、特に土地による新恩給与は「恩地」と称されて重んじられ、また幕府が朝廷に対して官職に推挙して補任が実現された場合も同様に重視された。
なお、御恩は主人から一方的に与えられるものではなく、従者側が功労などを理由として御恩の給付を請願して主人側もこれを認めて御恩を与える場合もあった。